# Кабларски мајдани камена
Кабларски мајдани камена налазе се на истоименој планини, у селима Рошци и Врнчани (Чачак), општина Чачак. Овде је у прошлости ископаван кредасти пешчар прошаран кременастим белутком. Љубомир Павловић, истраживач ужичког краја, забележио је у првим деценијама 20. века: На Каблару у Рошцима и Врнчанима развијена је права индустрија камена за израду споменика и тесаника.

## Рошци
Из великог Срђића и Митровића мајдана од 60-их година 19. века вађен је квалитетан тврди ситнозрни пешчар беличасте боје који полирањем може да се „устакли”. Осим десетак кабларских каменорезаца, за израду надгробних обележја овај пешчар су користили и врсни мајстори из других крајева: каменоресци Јосиф Симић Теочинац, Урош Марковић из Прањана, Миленко Милетић из Богданице, Вујица Гавровић (родом из Јелендола, живео у Горњим Бранетићима), Филип, Јеремија и Ђурђе Павловић из Табановића и Вељко Јанковић из Љутица.

## Врнчани
На потесу Церовице, у прошлости је вађен сиви конгломерат „грумуљичавог састава”. Највише је коришћен за изградњу кућа. У прошлости је коришћен и за израду надгробних споменика, о чему сведоче три велика средњовековна стећка на брегу изнад Кандића гробља у Врнчанима и груби подкабларски крсташи с почетка 19. века, исписани „калуђерским писмом”.